# Kronides ogloblini
Kronides ogloblini är en insektsart som beskrevs av Fonseca. Kronides ogloblini ingår i släktet Kronides och familjen hornstritar. Inga underarter finns listade i Catalogue of Life.